# خولان (كحلان عفار)

تعديل مصدري - تعديل

خولان هي إحدى قرى عزلة كحلان بمديرية كحلان عفار التابعة لمحافظة حجة، بلغ تعداد سكانها 688 نسمة حسب تعداد اليمن لعام 2004.